# Arthur Hayter
Arthur Divett Hayter (9 août 1835 - 10 mai 1917) est un homme politique libéral britannique. Il est secrétaire financier du War Office sous William Ewart Gladstone de 1882 à 1885. 

## Jeunesse et éducation
Hayter est le fils unique de William Hayter (1er baronnet), d'Anne Pulsford, fille aînée de William Pulsford. Il fait ses études au Collège d'Eton et au Brasenose College, à Oxford, et rejoint ensuite les Grenadier Guards. 

## Carrière politique
Hayter siège comme député de Wells de 1865 à 1868, de Bath de 1873 à 1885 et de Walsall de 1893 à 1895 et de 1900 à 1906. Après avoir succédé à son père comme baronnet en 1878, il sert sous William Ewart Gladstone comme Lord du Trésor de 1880 à 1882 et comme secrétaire financier au War Office de 1882 à 1885. Il préside le comité des comptes publics de 1901 à 1905 et est admis au Conseil privé en 1901. En janvier 1906, il est élevé à la pairie en tant que baron Haversham, de Bracknell dans le comté de Berkshire. 

## Vie privée
Lord Haversham épouse Henrietta Hope en 1866. Ils vivent à South Hill Park à Easthampstead, qui fait maintenant partie de Bracknell dans le Berkshire. Ils n'ont pas d'enfants et les titres s'éteignent à la mort de Lord Haversham le 10 mai 1917, à l'âge de 81 ans.